# Radzyń Podlaski (comune rurale)
Radzyń Podlaski è un comune rurale polacco del distretto di Radzyń Podlaski, nel voivodato di Lublino.
Ricopre una superficie di 155,17 km² e nel 2004 contava 8 053 abitanti.
Il capoluogo è Radzyń Podlaski, che non fa parte del territorio ma costituisce un comune a sé.